# Елизабета Албертина фон Сакс-Хилдбургхаузен
Елизабета Албертина фон Саксония-Хилдбургхаузен (на немски: Elisabeth Albertine von Sachsen-Hildburghausen; * 4 август 1713; † 29 юни 1761) е германска принцеса, херцогиня на Саксония, и член на управляващата фамилия на херцогство Мекленбург-Щрелиц.

## Произход
Елизабета Албертина е родена на 4 август 1713 в град Хилдбургхаузен, тогава столица на Херцогство Саксония-Хилдбургхаузен, чиито земи днес са част от федеративна провинция Тюрингия, Германия. Дъщеря е на херцог Ернст Фридрих I фон Саксония-Хилдбургхаузен и графиня София Албертина фон Ербах-Ербах.

## Фамилия
На 5 февруари 1735 г. Елизабета се омъжва за Карл Лудвиг Фридрих фон Мекленбург-Щрелиц (1708 – 1752), господар на Миров. Двамата имат десет деца:
- Kристиана (1735 – 1794)
- Каролина (*/† 1736)
- Адолф Фридрих IV (1738 – 1794), херцог на Мекленбург-Щрелиц (1752/53 – 1794), наследява чичо си Адолф Фридрих III
- Елизабет Kристина (1739 – 1741)
- София Луиза (1740 – 1742)
- Карл II (1741 – 1816), херцог, от 1815 г. велик херцог на Мекленбург-Щрелиц, женен I. на 8 септември 1768 г. за принцеса Фридерика Каролина Луиза фон Хесен-Дармщат (1752 – 1782), II. на 28 септември 1784 г. за принцеса Шарлота Вилхелмина фон Хесен-Дармщат (1755 – 1785)
- Ернст Готлоб Алберт (1742 – 1814), фелдмаршал
- София Шарлота (1744 – 1818), омъжена на 8 септември 1761 г. Джордж III (1738 – 1820), крал на Великобритания
- Готхелф (1745 – 1745)
- Георг Август (1748 – 1785), императорски генерал-майор в Унгария

- Портрети на децата
- Принцеса Kристиана
- Адолф Фридрих IV
- Велик херцог Карл II
- Принц Ернст
- Принц Георг Август